# Candaba
Candaba es un municipio filipino de primera clase, perteneciente a la provincia de la Pampanga, en la isla de Luzón.

## Geografía
El municipio se ve atravesado por el río Grande de la Pampanga, sobre cuya orilla izquierda se fundó.

## Historia
El pueblo fue fundado en 1578. Hacia mediados del siglo XIX, tenía contabilizada una población de 8790 habitantes, repartidos en 1565 casas. Aparece descrito en el primer volumen del Diccionario geográfico, estadístico, histórico de las Islas Filipinas (1850) de Manuel Buzeta Núñez y Felipe Bravo con las siguientes palabras:

CANDABA: pueblo con cura y gobernadorcillo, en la isla de Luzon, prov. de la Pampanga, (de cuya cabecera Bacolor dista como unas 2 ½ horas), dióc. del arz. de Manila; sit. en los 125° 30' 12" long., 15° 4' 20" lat., en terreno llano, á la orilla izq. del r. grande de la Pampanga: el combaten todos los vientos, y su clima, aunque húmedo, es templado y sano; no padeciéndose de ordinario otras enfermedades, que las regionales propias del cambio de estaciones. Fué fundado en 1578, y en la actualidad cuenta como unas 1,565 casas, en general de sencilla construccion, distinguiéndose como mas notables la casa parroquial y la llamada tribunal, que son de muy buena fábrica: hay carcel, y escuela de primeras letras, dotada de los fondos de comunidad, á la cual concurren muchos alumnos de ambos sexos; é igl. parr. bajo la advocacion de San Andrés Apostol, servida por un cura secular. Próximo á esta se halla el cementerio en buena situacion y ventilado. Comunícase este pueblo con sus limitrofes por medio de caminos regulares, y recibe la correspondencia de la cabecera una vez á la semana. Confina el term. por N. con Cabiao (dist. 2 y ¾ leg.), por S. con San Luis (á 2 escasas); por E. con Santa Ana (á 1 ½), y por O. con el Pinac ó Laguna de Candaba (á muy corta dist.). Esta se forma á un tiro de fusil del pueblo por la parte del E., por la inundacion de los terrenos bajos, durante la estacion de las lluvias; y no encontrando las aguas su desagüe natural, se estancan en considerable cantidad, como puede verse en el art. de esta laguna (v. candaba, pinac de): dicha laguna se estiende en direccion de N. á S., cruzando por esta jurisd. el r. arriba mencionado, de cuyas aguas, así como tambien de las de la laguna mencionada, se surten los hab. de este pueblo para sus usos domésticos. El terreno es muy fértil, pero poco productivo, si se tiene en cuenta la bondad de sus tierras; lo que es debido principalmente al poco esmero y falta de inteligencia con que se cultivan las tierras, y á la desidia de sus naturales en aprovechar los inmensos recursos con que les convida la naturaleza. En sus montes se crian buenas y abundantes maderas de construccion y ebanistería; hallándose tambien en ellos mucha caza mayor de javalies, venados y búfalos, y una multitud de aves. prod. abundante arroz, maiz, añil, caña dulce, legumbres y frutas. ind.: la agricola que es la principal riqueza, la pesca y la elaboracion de telas ordinarias, petates y bayones que fabrican con la hoja de la palma llamada burí. comercio: esportacion y venta de los productos de su agricultura, beneficiando azúcar en bastante cantidad, añil y arroz; lo cual, agregado á la pesca del Dalag, y á la corta de maderas, proporciona á los hab. de este pueblo muchas utilidades. pobl. 8,790 alm., 1,964 ½ trib., que ascienden á 19,645 rs. plata, equivalentes á 49,112 ½ rs. vn. En este pueblo existió en lo antiguo una colonia de chinos (v. candaba, pinac de).
(Buzeta y Bravo, 1850, pp. 491-492)

En 2020, tenía censados 119 417 habitantes.